# Chirita flavimaculata
Chirita flavimaculata är en tvåhjärtbladig växtart som beskrevs av Wen Tsai Wang. Chirita flavimaculata ingår i släktet Chirita och familjen Gesneriaceae. Inga underarter finns listade i Catalogue of Life.